# Анатомия порока
«Анатомия порока» (англ. Diary of a Sex Addict) — эротическая драма 2001 года. Другой перевод — «Дневник сексуального наркомана».

## Сюжет
Сэм страдает тяжким недугом — он постоянно изменяет жене. Но, являясь порядочным семьянином, он искренне желает излечиться от столь пагубного влечения. Сэм решает пройти курс психотерапии у доктора Джейн Бардо...

## В ролях
| Актёр            | Роль                 |
| ---------------- | -------------------- |
| Розанна Аркетт   | Грэйс Хорн           |
| Эд Бегли-младший | доктор Аарон Спенсер |
| Настасья Кински  | доктор Джейн Бардо   |
| Майкл Дез Баррс  | Сэм Хорн             |